# Whitewater (Misuri)
Whitewater es un pueblo ubicado en el condado de Cape Girardeau en el estado estadounidense de Misuri. En el Censo de 2010 tenía una población de 125 habitantes y una densidad poblacional de 225,53 personas por km².

## Geografía
Whitewater se encuentra ubicado en las coordenadas 37°14′12″N 89°47′52″O / 37.23667, -89.79778. Según la Oficina del Censo de los Estados Unidos, Whitewater tiene una superficie total de 0.55 km², de la cual 0.55 km² corresponden a tierra firme y (0%) 0 km² es agua.

## Demografía
Según el censo de 2010, había 125 personas residiendo en Whitewater. La densidad de población era de 225,53 hab./km². De los 125 habitantes, Whitewater estaba compuesto por el 99.2% blancos, el 0% eran afroamericanos, el 0% eran amerindios, el 0% eran asiáticos, el 0% eran isleños del Pacífico, el 0% eran de otras razas y el 0.8% pertenecían a dos o más razas. Del total de la población el 0% eran hispanos o latinos de cualquier raza.